# Union des sociétés de gymnastique de France
L'Union des sociétés de gymnastique de France (in italiano "Unione delle società di ginnastica di Francia") era l'organo di governo della ginnastica maschile in Francia.
Fondata il 28 settembre 1873 di Eugène Paz, l'organizzazione fu attiva fino al 2 aprile 1942, anno in cui gli successe la Federazione francese di ginnastica (Fédération française de gymnastique o FFG).